# Висока (гміна)
Гміна Висока (пол. Gmina Wysoka) — місько-сільська гміна у північно-західній Польщі. Належить до Пільського повіту Великопольського воєводства.
Станом на 31 грудня 2011 у гміні проживало 6849 осіб.

## Територія
Згідно з даними за 2007 рік площа гміни становила 123.04 км², у тому числі:
- орні землі: 79.00%
- ліси: 13.00%

Таким чином, площа гміни становить 9.71% площі повіту.

## Населення
Станом на 31 грудня 2011:
| Опис     | Загалом | Загалом | Чоловіки | Чоловіки | Жінки | Жінки |
| -------- | ------- | ------- | -------- | -------- | ----- | ----- |
| одиниця  | осіб    | %       | осіб     | %        | осіб  | %     |
| все      | 6849    | 100     | 3464     | 50.58    | 3385  | 49.42 |
| міське   | 2728    | 100     | 1331     | 48.79    | 1397  | 51.21 |
| сільське | 4121    | 100     | 2133     | 51.76    | 1988  | 48.24 |

## Сусідні гміни
Гміна Висока межує з такими гмінами: Білосліве, Вижиськ, Злотув, Качори, Краєнка, Лобжениця, Мястечко-Краєнське.